# Tore Hund

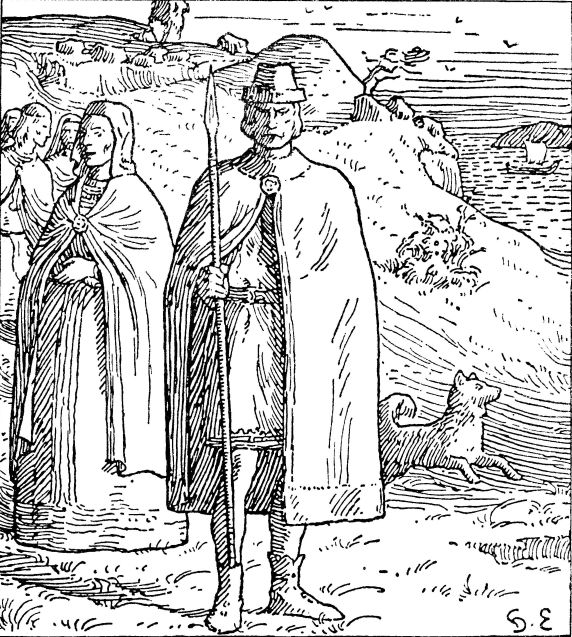
Tore Hund med spjutet Selshämnaren. Illustr.: Halfdan Egedius

Tore Hund var en vikingahövding från Bjarkøy i Troms i Norge. Han föddes cirka 990 och dog 1032.  Tore Hund och hans ätt, Bjarkøyätten, blev rik och mäktig genom handel med och beskattning av samer, den så kallade finnskatten. Tore Hund deltog i vikingatåg till Bjarmaland, nuvarande norra Ryssland. 
Tore Hund var en av ledarna i den bondehär som under slaget vid Stiklestad 1030 besegrade Olav Haraldsson (sedermera Olav den helige). Tore Hund var först länsman under Olav Haraldsson men förhållandet dem emellan förbyttes till fiendskap sedan Olav låtit mörda Asbjörn Sälsbane, Tore Hunds brorson. Tore var också hedning och motsatte sig kristnandet men även centraliseringen av Norge och kungens utökade makt. Tore Hund tvingades därför att fly till Knut den store i England. I slaget vid Stiklestad ska Tore Hund ha hämnats på Olav Haraldsson genom att döda honom med samma spjut som den tidigare brorsonen dödats med. Enligt Snorre var Tore Hund under slaget iförd en magisk kofta av sälskinn som samiska nåjder gjort och som stål inte bet på. 
När Magnus den gode sedan fick makten så minskade Tores inflytande. Han ska enligt Snorre ha försvunnit på en färd till det heliga landet. På Bjarkøy står sedan 1980-talet ett monument tillägnat Tores och hans ätts minne.